# Pierre Carpentier
Pierre Carpentier (Charleville, 2 febbraio 1697 – Parigi, 19 dicembre 1767) è stato un filologo e presbitero francese benedettino e priore di Donchery.

## Biografia
Pierre Carpentier fu uno dei primi a cercare di comprendere i metodi di crittografia e decifratura delle note tironiane. Proseguì gli studi di Jan Gruter. 
Nel 1747 pubblicò Alphabetum Tironianum, seu Notas Tironis Explicandi Methodus. Studiò in particolare il manoscritto latino numero 2718, conservato presso la Bibliothèque nationale de France.

## Opere
- Glossarium ad mediate scriptores latinitatis infima, editio locupletior opera et studio monarchorum OSB (in 6 volumi, dal 1733 al 1736) scritto in collaborazione con Maur Dantine sulla base dell'ampio lessico redatto da Du Cange nel 1678[2]
- Alphabetum Tironianum, seu Notas Tironis Explicandi Methodus 1747
- Glossarium infimae et mediae latinitatis[3] supplemento al Glossario di Du Cange , con il titolo di Glossarium novum, Parigi, 1766 , 4 v. in-f.